# Пам’ятний знак на честь воїнів 353-ї стрілецької дивізії (Кривий Ріг)
Пам'ятний знак воїнам 353-ї стрілецької дивізії, які визволяли м. Кривий Ріг — встановлено у 1983 році на фасаді адміністративної будівлі у вигляді меморіальної таблиці з написом. Пам'ятка знаходиться в Металургійному районі, за адресою: вул. Цимлянська, 2.

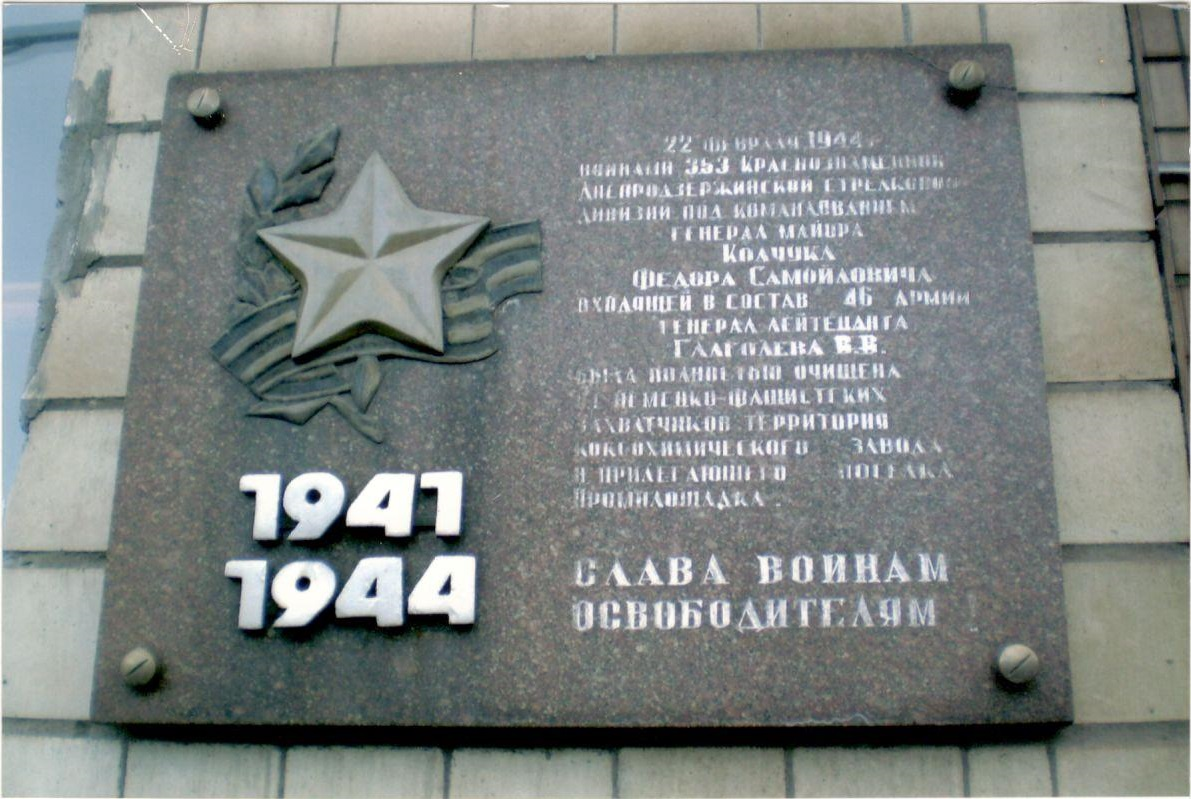

## Передісторія
Триста п'ятдесят третя стрілецька дивізія сформована в серпні 1941 році в Новоросійську у складі 1145, 1147, 1149 стрілецьких полків і 902 артполку. Бойове хрещення прийняла в жовтні 1941 року під Ростовом у складі 56 армії. Брала участь у визволенні Ростова. У складі 18 армії обороняла Туапсе. Відзначилися в боях за с. Таранівка Харківської області, Дніпродзержинська (жовтень 1943). З жовтня 1943 вела запеклі бої на підступах до Кривого Рогу. Визволила Кринички, Красний Орлик, Софіївку, Апостолове. На світанку 22 лютого 1944 року оволоділа східної околицею Кривого Рогу, вибила ворога із західного берега Саксагані, у взаємодії з дивізіями 46 армії оволоділа центром міста. За ці бої нагороджена орденом Червоного Прапора. У березні 1944 року успішно форсувала Інгулець, Південний Буг, Дністер. Визволяла Молдавію, болгарські міста Шумен, Бургас, Варну, Софію. За часів боїв за Кривий Ріг командир — генерал-майор Федір Колчук.
В 1983 році на адміністративної будівлі по вулиці Цимлянська було встановлено пам'ятний знак у вигляді меморіальної дошки з написом. Рішенням Дніпропетровського облвиконкому від 19.11.1990 р. № 424 пам'ятний знак було взято на облік, з охоронним номером 6315.

## Пам'ятка
На фасаді трьохповерхової адміністративної будівлі між двома вікнами на висоті 1,90 м розташована меморіальна таблиця (0,70х0,90 м), виготовлена з коричнюватого граніту, закріплена на чотирьох металевих штифтах.
З лівого боку розміщено рельєфне зображення п'ятипроменевої зірки, накладеної на лаврову гілку та гвардійську стрічку. Означені елементи пофарбовано у бронзовий колір. Знизу у два рядки розміщено дати: «1941 /1944». Цифри пофарбовано у срібний колір. З правого боку напис виконаний білою фарбою у 16 рядків російською мовою: «22 февраля 1944 г. / воинами 353 Краснознамённой / Днепродзержинской стрелковой / дивизии под командованием / генерал-майора / Колчука / Федора Самойловича / входящей в состав 46 армии / генерал-лейтенанта Глаголева В. В. / была полностью очищена / от немецко-фашистских / захватчиков территория / коксохимического завода / и прилегающего поселка промплощадка». Знизу ще один напис білою фарбою російською мовою у два рядки великими літерами: «СЛАВА ВОИНАМ / ОСВОБОДИТЕЛЯМ».